# Tyler Mislawchuk
Tyler Mislawchuk (Winnipeg, 19 de agosto de 1994) es un deportista canadiense que compite en triatlón. Ganó una medalla de plata en el Campeonato Panamericano de Triatlón de 2018 en la prueba de relevo mixto.

## Palmarés internacional
| Campeonato Panamericano | Campeonato Panamericano   | Campeonato Panamericano | Campeonato Panamericano |
| Año                     | Lugar                     | Medalla                 | Prueba                  |
| ----------------------- | ------------------------- | ----------------------- | ----------------------- |
| 2018                    | Sarasota (Estados Unidos) | Medalla de plata        | Relevo mixto            |